# Basilica di San Vitale (Ravenna)

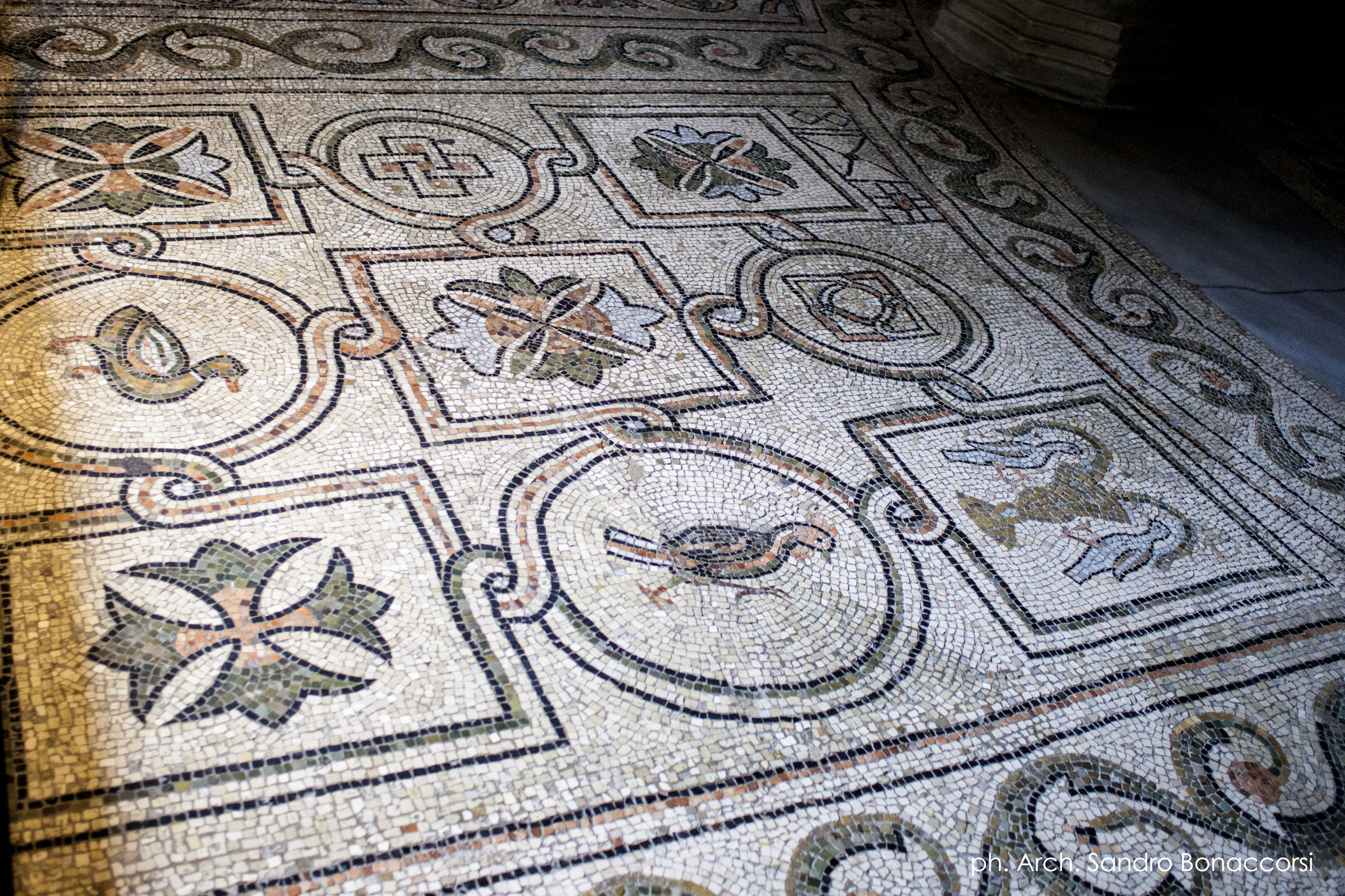
La pavimentazione a mosaico

La basilica di San Vitale è uno dei più famosi luoghi di culto della città di Ravenna. 
La costruzione iniziò nel 532 e terminò nel 547, esemplare capolavoro dell'arte paleocristiana e imperiale romana d'oriente, detta bizantina. Nell'ottobre del 1960, papa Giovanni XXIII la elevò alla dignità di basilica minore. La basilica è inserita, dal 1996, nella lista italiana patrimonio dell'umanità dall'UNESCO, all'interno del sito seriale "Monumenti paleocristiani di Ravenna".

## Storia
Iniziata durante il dominio dei Goti sotto l'arcivescovo Ecclesio (525/526) nel luogo in cui sorgeva il sacello che custodiva la tomba di San Vitale, venne poi completata circa vent'anni dopo dall'arcivescovo Massimiano, quando Ravenna era già stata riconquistata dall'imperatore bizantino Giustiniano I. L'edificio, capolavoro dell'architettura ravennate, combina elementi architettonici romani (la cupola intradossata, la forma dei portali, le torri) con elementi bizantini (l'abside poligonale, i capitelli, la costruzione in mattoni).

## Descrizione

### Esterno
Dalla forma geometrica del nucleo principale emergono altri corpi altrettanto rigorosamente definiti: il tiburio sopraelevato, ugualmente ottagonale, e l'abside, che, secondo l'uso locale, è poligonale all'esterno, semicircolare all'interno e affiancata da due piccoli ambienti (detti pastoforia, pròthesis e diacònicon). Si accede all'interno attraverso due porte: l'una in asse, l'altra, invece, obliqua rispetto all'abside. Di conseguenza anche l'ardica (o nartece o esonartece), invece di essere tangente al lato frontale dell'ottagono, si dispone obliquamente toccando un angolo del perimetro. Viene così a mancare quel rapporto rettilineo fra ingresso e abside, che rende evidente la forma dell'edificio.

### Interno
Nel passaggio dall'uno all'altro si trovano delle esedre, traforate da un doppio ordine di arcatelle e racchiuse entro grandi archi sostenuti da pilastri angolari, che producono un'espansione radiale pluridirezionale. Su di questi si imposta la cupola, che è di elevazione maggiore a quelle di simili chiese orientali.

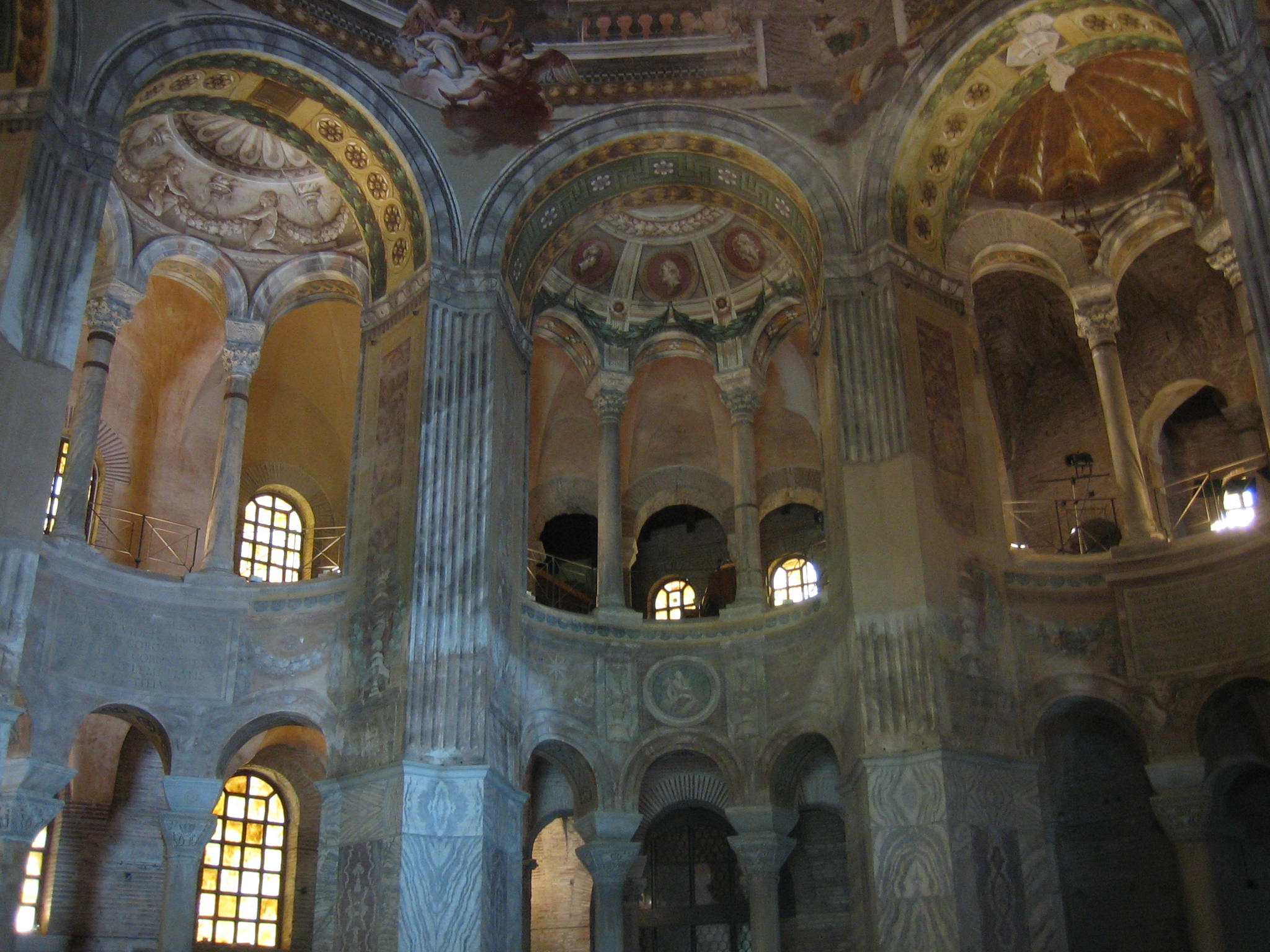
Scorcio dell'interno con le esedre

Il complesso, già straordinariamente mosso e leggero per il ripetersi degli archi, doveva esserlo in misura maggiore quando non era ancora parzialmente interrato e le colonne poggiavano su alte basi a gradini. Del resto tutto contribuisce ad alleggerire il peso delle masse strutturali: i pulvini che staccano l'arco, quasi sollevandolo e sospingendolo in alto, e soprattutto i capitelli, scolpiti a Bisanzio, i quali, persa la forma classica greco-romana, assumono quella di cesti, traforati come se fossero fragili trine marmoree sulle quali non gravi alcun peso.

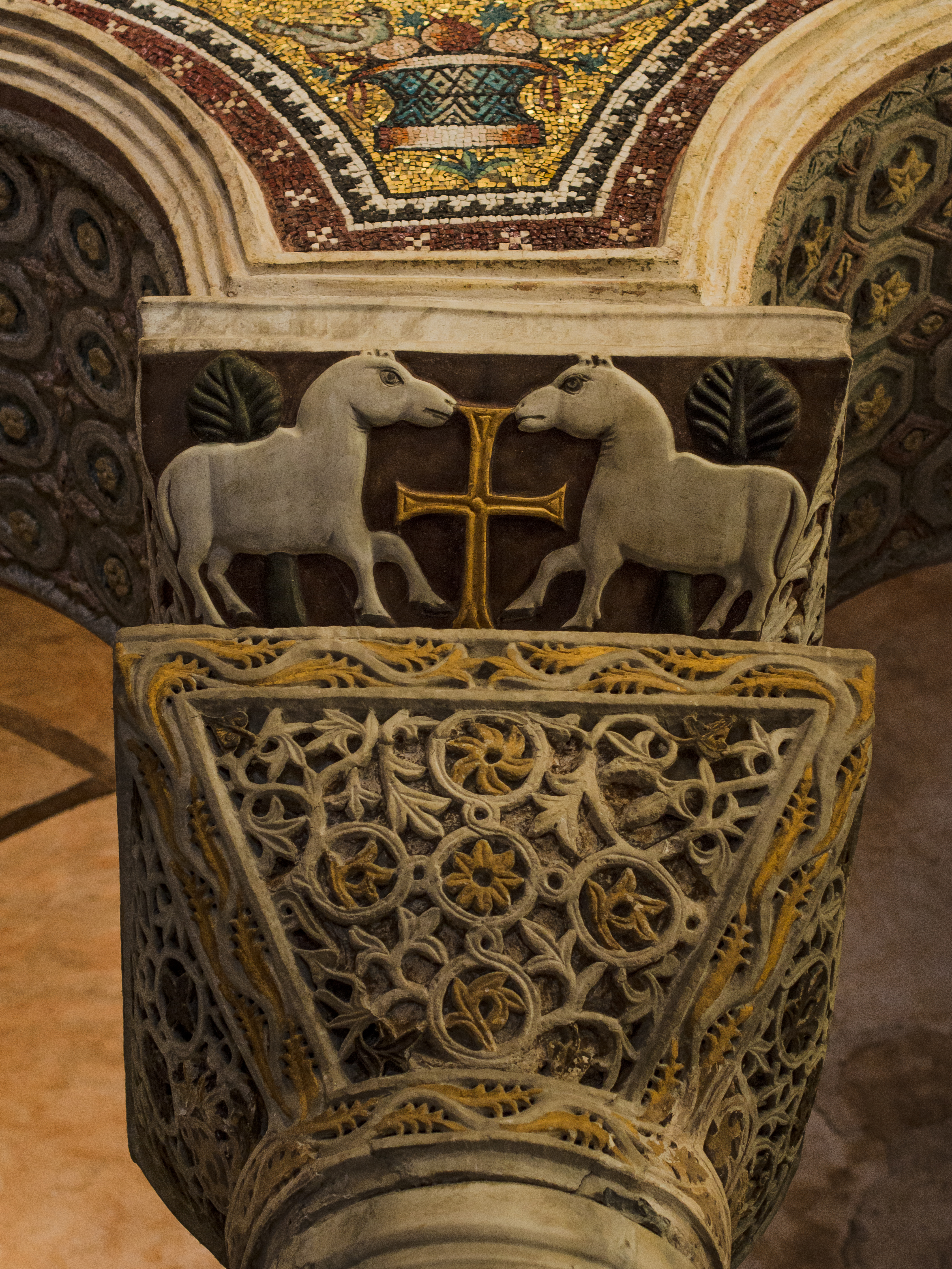
Basilica di San Vitale, particolare di un capitello e del pulvino

Oltre ai celeberrimi mosaici, completano la decorazione interna i marmi policromi, gli stucchi e le balaustre del matroneo, traforate finemente. Sui pulvini sono raffigurate sagome zoomorfe e la Croce. È un'esperienza mistica quella che si vive osservando i giochi di luce che si creano, un effetto che doveva essere maggiore quando la basilica era ancora interamente ricoperta di mosaici.
Lo sfarzo, sottolineato dalla particolare pianta che necessita di essere percorsa per fare esperienza degli innumerevoli scorci, crea un effetto di sfavillio che sembra annullare il peso della costruzione in una dimensione quasi soprannaturale. Ciò è tipico della corte imperiale bizantina, mentre altri elementi, come la cupola, meraviglioso mosaico di straordinari dipinti, alleggerita da tubi fittili, sono frutto dell'esperienze italiane, per cui si presume che alla basilica lavorarono maestranze sia locali che venute da oriente. L'arco dell'abside ha un significato imperiale. Le due aquile imperiali sorreggono il clipeo cristologico che rappresenta il monogramma stilizzato (costantiniano imperiale) di Cristo. Sul pavimento del presbiterio è raffigurato un labirinto, simbolo del labirinto dell'anima, del difficile percorso dell'anima verso la purificazione.

#### Mosaici

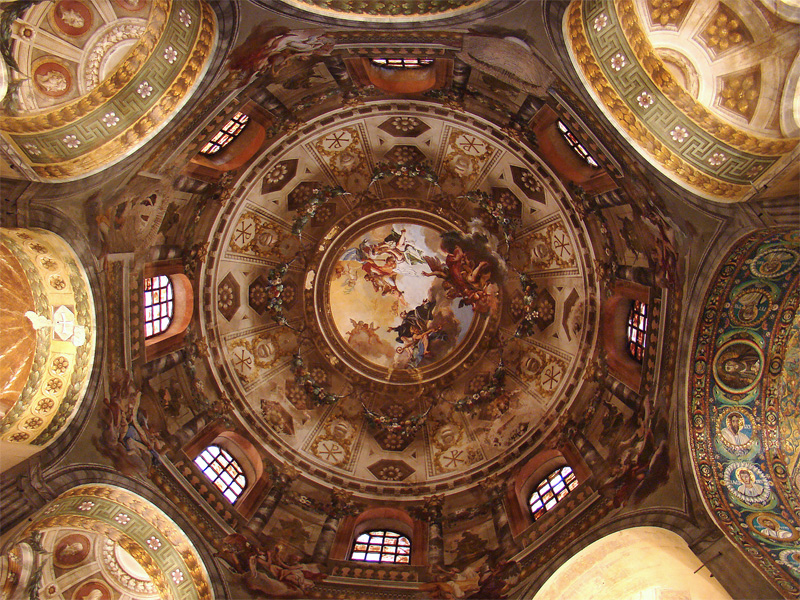
Interno
della cupola

Il punto focale della decorazione musiva è situato nella zona presbiteriale. Sull'estradosso dell'arco absidale due angeli in volo reggono un clipeo cristologico solare, ai lati sono le Gerusalemme e Betlemme celesti.
Sul catino è il Cristo Pantocrator, assiso su un globo azzurro, tra due arcangeli con il Rotolo dai sette sigilli in una mano mentre nell'altra mano porge la corona trionfale a San Vitale che avanza da sinistra con le mani ricoperte dalla sua ricchissima clamide, mentre il protovescovo Ecclesio, sulla destra, è presente con il modello della chiesa da lui fondata. San Vitale si credeva morto e sepolto a Ravenna. Nell'intradosso dell'arco alcune cornucopie intrecciate culminano in un altro clipeo cristologico.
Sulla vòlta a crociera del presbiterio quattro angeli sostengono un clipeo con l'Agnus Dei (un tema già utilizzato a Ravenna nella Cappella Arcivescovile) immersi fra girali abitati, cioè popolati in questo caso da fiori stilizzati. Nell'intradosso dell'arco trionfale si snodano clipei con il Cristo e gli Apostoli. Ai lati del presbiterio si aprono due coppie di trifore, su ciascuna delle quali è presente una lunetta che ospita mosaici con i sacrifici di Abele e Melchisedec (a destra) e una scena in due tempi che rappresenta l'Ospitalità di Abramo ai tre angeli e il Sacrificio di Isacco (a sinistra).
Le lunette sono sormontate ciascuna da una nuova rappresentazione di due angeli in volo che reggono un clipeo con il Monogramma cristologico, e nei pennacchi di risulta esterni alle lunette sono le immagini di Geremia e Mosè (a destra) e, sovrapposti, Mosè che custodisce il gregge di Ietro e Mosè che si appresta a togliersi i calzari prima di entrare nel Roveto Ardente; e Isaia e Mosè (a destra), e Mosè che sale sul Monte Sinai per ricevere le Tavole della Legge. Nell'ordine superiore si apre da ciascun lato una nuova trifora più stretta, con i simboli degli Evangelisti (Matteo e Marco a destra, Giovanni e Luca a sinistra).

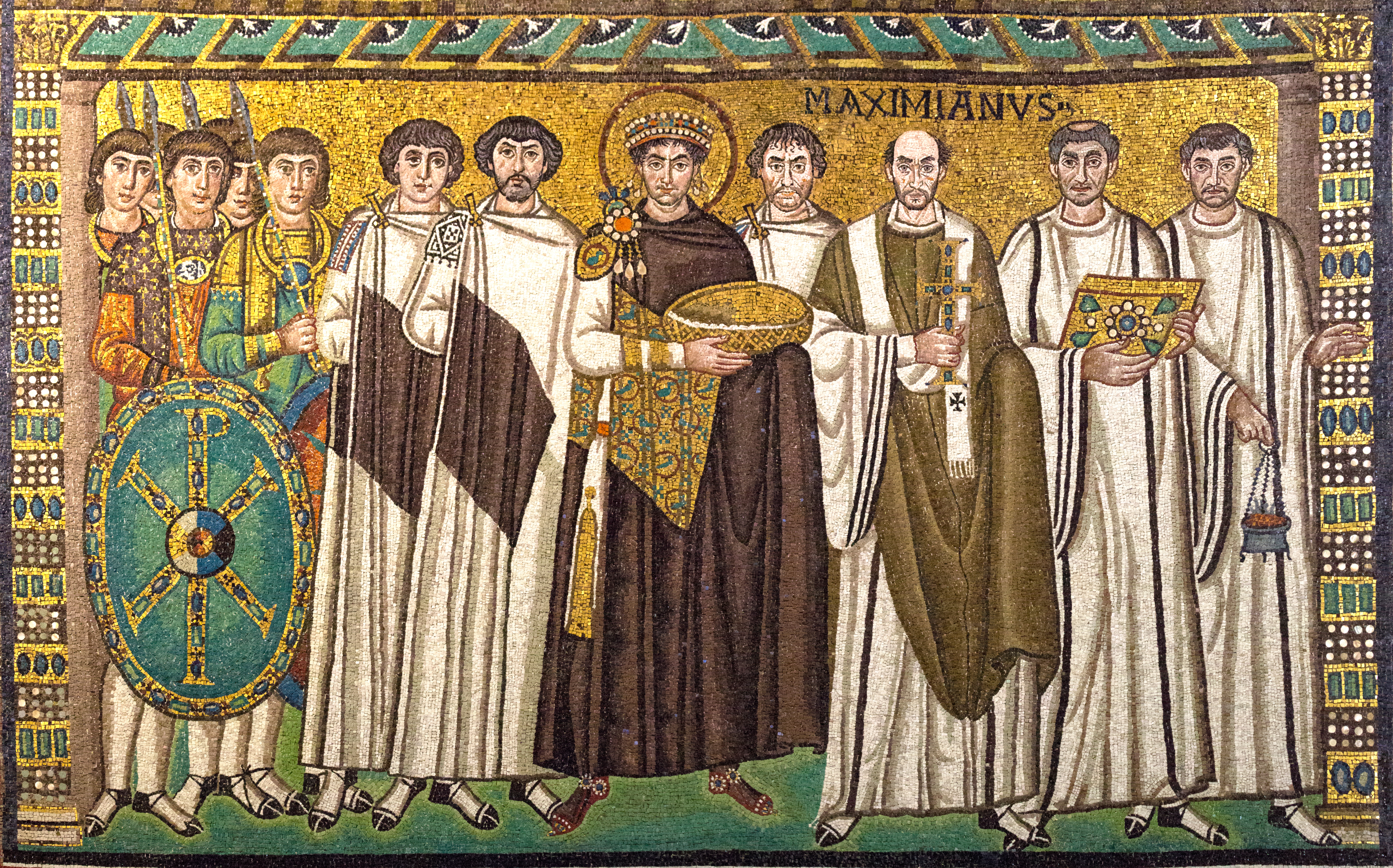
Giustiniano e il suo seguito.

Celeberrimi sono i mosaici collocati entro due pannelli sotto le lunette dell'ordine inferiore in posizione speculare, con il corteo dell'Imperatore Giustiniano e della moglie Teodora in tutto lo sfarzo che richiedeva il loro status politico e religioso. La decorazione in oro dello sfondo del mosaico evidenzia uno spazio irreale, ultraterreno. Le figure sono ritratte frontalmente, secondo una rigida gerarchia di corte, con al centro gli augusti, circondati da dignitari e da guardie. Accanto a Giustiniano è presente il vescovo Massimiano, l'unico segnato da iscrizione, per cui può darsi che fosse anche il sovrintendente dei lavori, dopo essere stato nominato primo arcivescovo di Ravenna.

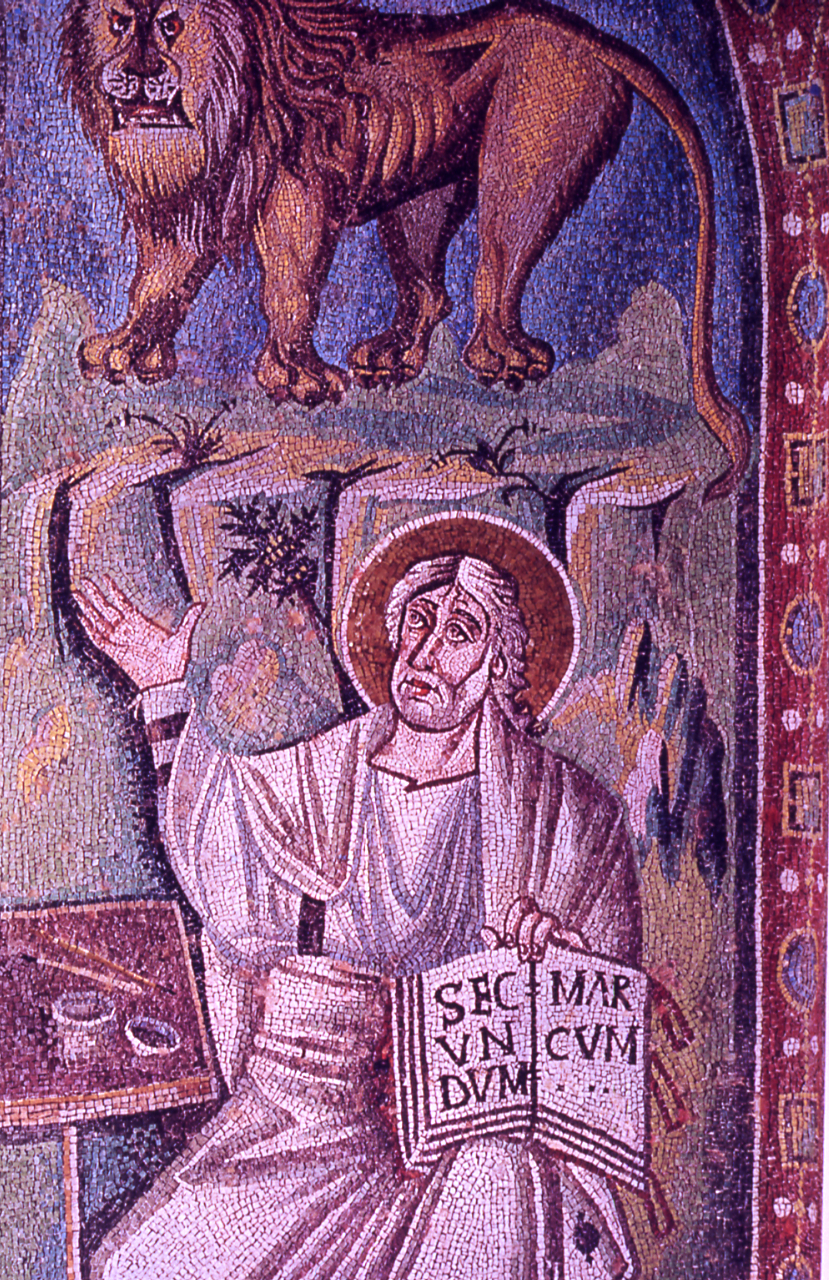
San Marco (dettaglio). Foto di Paolo Monti, 1972.

Le figure accentuano una bidimensionalità che caratterizza la pittura tutta di linee e luce dell'età giustinianea, che accelera il percorso verso una stilizzazione astrattizzante che non contraddice lo sforzo verso il realismo che si nota nei volti delle figure, nonostante l'idealizzato ruolo semidivino sottolineato dalle aureole. Non esiste prospettiva spaziale, tanto che i vari personaggi sono su un unico piano, hanno gli orli delle vesti piatti e i piedi volutamente sovrapposti esprimono l'incedere dei personaggi dietro Giustiniano. I personaggi sono così rappresentati nella loro ieraticità. Giustiniano porta sulle mani una patena d'oro; è preceduto da un suddiacono che porta il turibolo, da un diacono che porta l'Evangeliario e dal vescovo Massimiano. L'imperatore è circondato da tre alti dignitari ed è seguito da un gruppo di soldati di guardia. L'imperatore, diademato e nimbato, rappresenta la regalis potestas; Massimiano, con il pallio ecclesiastico e la croce, attributi della sua dignità episcopale, rappresenta la sacrata auctoritas. Da notare che, poiché la prospettiva impiegata nel mosaico non è la nostra prospettiva lineare a fuoco unico, Giustiniano è rappresentato contemporaneamente sia davanti sia dietro l'arcivescovo.

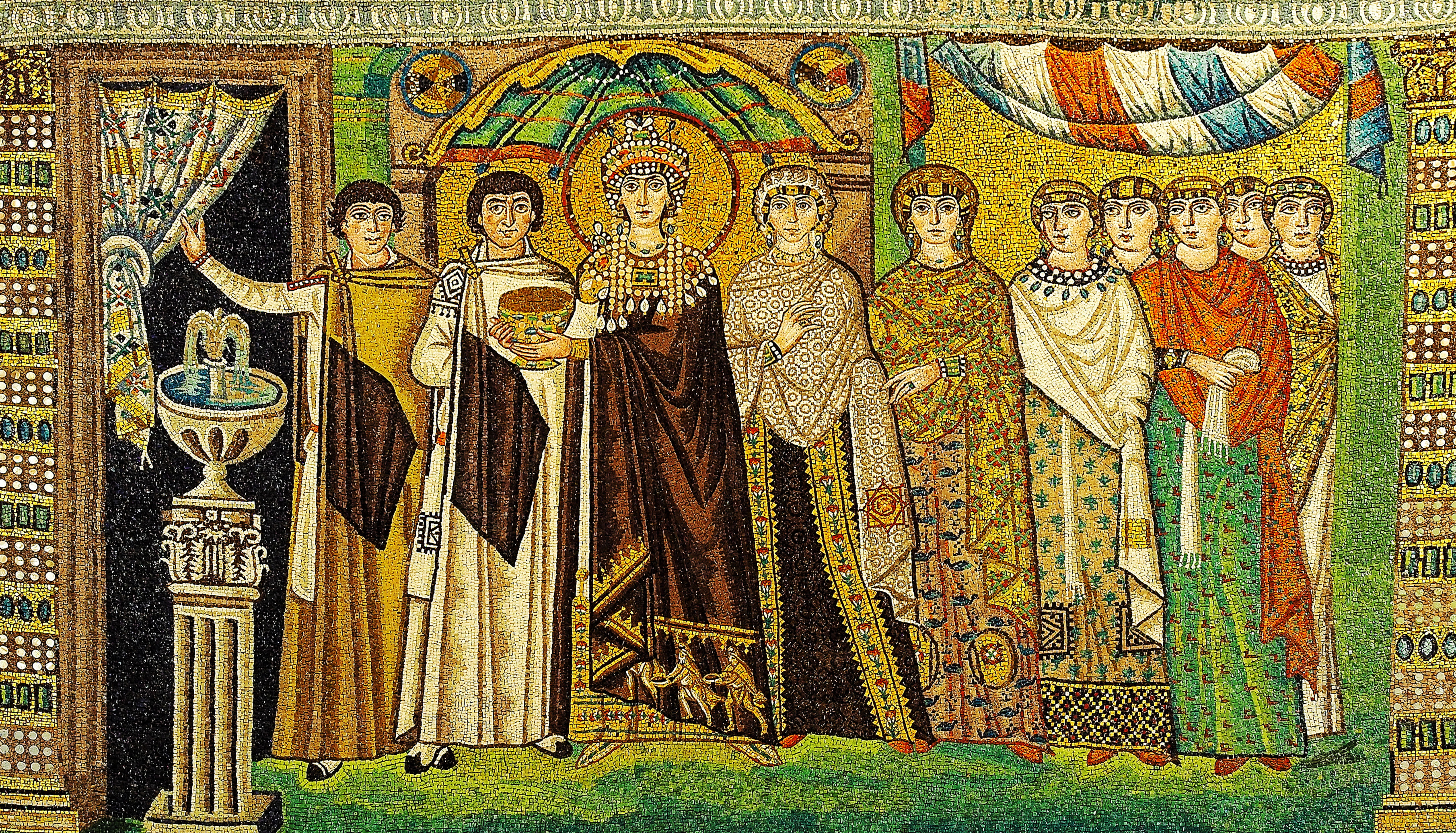
Teodora e la sua corte.

L'imperatrice Teodora incede portando sulle mani un calice d'oro tempestato di gemme. La Basilissa (imperatrice) è preceduta da due dignitari civili ed è seguita da un gruppo di dame di corte. Alta è la vibrazione del tono cromatico dei mosaici. L'imperatrice è ricoperta da un manto di porpora che nella parte inferiore reca un ricamo d'oro raffigurante i Re Magi che portano doni. Il paragone è ovvio: come i Magi portarono doni a Gesù Bambino, così noi, Giustiniano e Teodora, offriamo i nostri doni a Cristo. Le scene dei due pannelli con Giustiniano e Teodora sono una rappresentazione dell'oblatio Augusti et Augustae, cioè dell'offerta (oblatio) dei vasi liturgici che l'imperatore (Augustus) e l'imperatrice (Augusta) Bizantini facevano spesso alle più importanti chiese presenti nel territorio della loro giurisdizione. Alla sinistra del corteo dell'imperatrice è rappresentata una fontana su una colonna corinzia, simbolo della salvezza cristiana attraverso il battesimo. Entrambe le raffigurazioni sono state eseguite tra il 546 e il 548.
La decorazione di San Vitale mostra tutta la sintesi tipica del periodo giustinianeo nella volontà di asseverare il fondamento apostolico della chiesa ravennate, il potere teocratico dell'Impero e la linea dell'ortodossia contro le eresie, specialmente quella nestoriana, attraverso la riaffermazione trinitaria e la prefigurazione della Salvezza nella Scrittura. Non si può non notare come l'apparizione dei tre angeli nella scena di Isacco sia da interpretare teologicamente come prefigurazione delle tre persone della Trinità: Padre, Figlio e Spirito Santo, e le stesse scene di sacrificio (Isacco, Abramo, Melchisedec) sono prefigurazioni del sacrificio di Cristo. Il clipeo con l'Agnus Dei immacolato, al centro della volta del presbiterio, circondato nel cielo dell'Apocalisse (Apocalisse di Giovanni) da ventisette stelle, innalzato in offerta dai quattro arcangeli (Michele, Gabriele, Raffaele, Uriele) è il punto di partenza per l'interpretazione simbolica dei cicli di mosaici, dato che, per il sacrificio Giustiniano offre il pane, Teodora il vino, Ecclesio la chiesa, Massimiano, la Croce e l'incenso. Le ventisette stelle, numero trinitario (multiplo del 3), sono chiavi teologiche che rimandano alla lotta contro le eresie. Le fonti bibliche per la Pasqua cristiana sono rappresentate per il Vecchio Testamento dai Profeti Isaia (a destra) e Geremia (a sinistra), per il Nuovo Testamento dai quattro evangelisti: Matteo, Marco, Luca, Giovanni.

### Organo a canne
Nel matroneo della basilica sopra l'ingresso, si trova l'organo Mascioni opus 798, costruito nel 1960. Con consolle a tre tastiere e pedaliera concavo-radiale, è a trasmissione integralmente elettrica e conta 53 registri, di cui 24 reali, 15 derivati, 13 prolungati ed 1 combinato. Sull'organo della basilica hanno suonato, nel corso degli anni, alcuni fra i più grandi organisti del mondo, fra cui Karl Richter e Marcel Dupré ed è annualmente utilizzato nel contesto del Festival Internazionale di Musica d'Organo di S. Vitale.

## Bibliografia

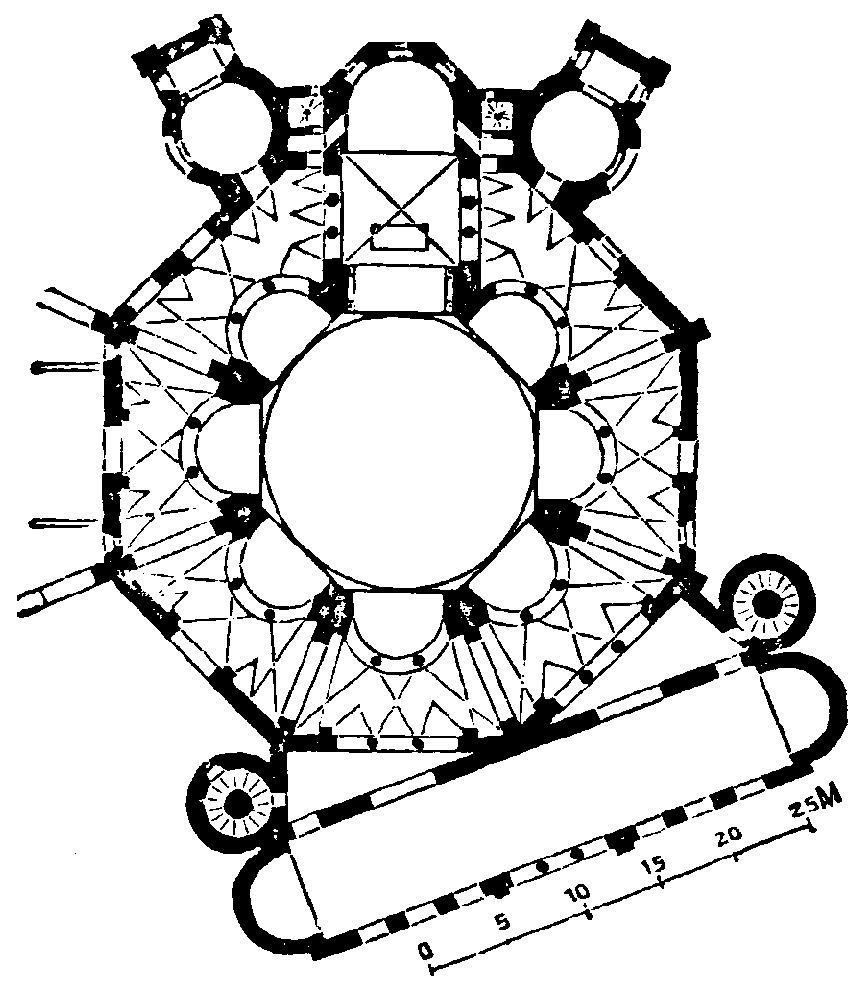
Pianta